# Pareques iwamotoi
Pareques iwamotoi är en fiskart som beskrevs av Miller och Woods, 1988. Pareques iwamotoi ingår i släktet Pareques och familjen havsgösfiskar. Inga underarter finns listade i Catalogue of Life.